# مورچه کوآدری پونکتاتوس
مورچه کوآدری پونکتاتوس (نام علمی: Dolichoderus quadripunctatus) نام یک گونه از تیره مورچه است. این گونه در ببشتر نقاط اروپا و آسیا مانند ایران یافت می شود.